# Наоружање земаља учесница у Другом светском рату

### Немачка
- Јуришни топови
  - СтуИГ 33
  - ШтуХ 42
  - Брумбер
  - Штурмгешиц III
  - Штурмгешиц IV
  - Штурмтигар

- Ловци тенкова
  - Јагдпантер
  - Елефант
  - Јагдтигар
  - Хецер

- Самоходни противтенковски топови
  - Панцерјегер I
  - Насхорн

- Тенкови
  - Панцер I (PzKpfw I)
  - Панцер II (PzKpfw II)
  - Панцер III (PzKpfw III)
  - Панцер IV (PzKpfw IV)
  - Панцер V Пантер
  - Панцер VI Тигар
  - Панцер VIБ Тигар II
  - Панцер 35(т)
  - Панцер 38(т)

- Оклопни транспортери

- Извиђачка возила
  - АДГЗ

- Артиљерија
  - Пешадијски топ 75 mm ИГ 18
  - Тешки пешадијски топ 150 mm сИГ 33
  - Тешки топ 210 mm Мрс 18
  - Противтенковски топ 37 mm Пак 35/36
  - Противтенковски топ 50 mm Пак 38
  - Противтенковски топ 75 m Пак 40
  - Противавионски топ 105 mm Флак 38
  - Тешки железнички топ 800 mm „Густав” (80 cm K
  - Флак 88

- Ракете
  - V-2 (V-2)

### Италија
- Тенкови
  - Средњи тенк М 13/40 (Carro Armato M 13/40)

- Танкете
  - ЦВ-33 (Carro Veloce CV-33)

### Пољска
- Танкете
  - ТК-3
- Тенкови
  - 7TP
  - PZInż 10 TP
  - TKS

### Француска
- Тенкови
  - Рено ФТ-17

### Русија
- Тенкови

- - Т-26
  - Т-28
  - Т-34
  - Т-35
  - Т-44
  - Т-50
  - Т-60
  - Т-70
  - Т-80
  - КВ-1
  - КВ-2
  - КВ-85
  - ЈС-1
  - ЈС-2
  - ЈС-3

### Велика Британија
- Тенкови
  - Викерс 6-тона
  - Лаки тенк Мк II
  - Лаки тенк Мк III
  - Лаки тенк Мк IV
  - Лаки тенк Мк V
  - Лаки тенк Мк VI
  - Тетрарх тенк
  - Крузер Мк I
  - Крузер Мк II
  - Крузер Мк III
  - Крузер Мк IV
  - Ковенантер
  - Крусејдер
  - Кавалир
  - Кентаур
  - Кромвел
  - Крузер Мк VIII Чаленџер
  - Комет
  - Шерман Фајерфлај
  - Рем тенк (Канада)
  - Сентинел тенк (Аустралија)
  - Матилда Мк I
  - Матилда тенк
  - Валентајн тенк
  - Черчил тенк

### САД
- Тенкови
  - М4 Шерман
  - М3 Ли
  - M26 Першинг
  - M22 Локуст
  - М24 Чефи
  - М3/М5 Стјуарт
  - М2 Лаки тенк
  - М2 Средњи тенк
  - M18 Helket